# Карикишлак
Тандзут, також відомий як Карикишлак (азерб. Qarıqışlaq, вірм. Տանձուտ) — село у Лачинському районі Азербайджану.

## Географія
Село розташоване за 41 км на північний захід від районного центру, міста Лачина, на лівому березі річки Забухчай, за 33 км на захід від районного центру, міста Лачина та за 49 км на північ від міста Горіса. Карикишлак знаходиться між селом Гюсюлю з однієї сторони та селами Мірік та Калача з іншої.

## Історія
З 1992 по 2020 рік – у складі Кашатазького району так званої Нагірно-Карабаської Республіки. 1 грудня 2020 в ході Другої карабаської війни село зайняте Збройними силами Азербайджану.